# Dove (dopływ Trent)
Dove (ang. River Dove) – rzeka w środkowej Anglii, na całej swej długości wyznaczająca granicę między hrabstwami Derbyshire i Staffordshire, dopływ rzeki Trent. Długość rzeki wynosi około 75 km.
Źródło rzeki znajduje się na wschodnim zboczu grzbietu Axe Edge, na terenie parku narodowego Peak District, na południowy zachód od miasta Buxton, na wysokości około 445 m n.p.m. W górnym biegu płynie w kierunku południowo-wschodnim, stopniowo skręcając na południe i przepływając w pobliżu wsi Longnor, Hartington, Alstonefield i Thorpe. W Mayfield, koło miasta Ashbourne, skręca na południowy zachód. Dalej rzeka przepływa przez wsie Norbury i Rocester. W dolnym biegu, koło miasta Uttoxeter i wsi Doveridge rzeka odbija w kierunku wschodnim, po czym przepływa w pobliżu wsi Marchington, Hatton, Tutbury i Rolleston on Dove. Uchodzi do rzeki Trent naprzeciw wsi Newton Solney, na północ od miasta Burton upon Trent.